# Стратегическое направление (военно-теоретическое понятие)
Стратегическое направление – военно-теоретическое понятие, обозначающее условное направление в материально существующем географическом пространстве, как правило направленное во внешнюю сторону от границы государства, которое определяет это направление, имеющее условно обозначенные границы на поверхности земли, морей и океанов, а также в воздушном и космическом пространствах, включающее в себя два, или более операционных направлений, замкнутые в них (возможные в будущем) театры военных действий с фронтовыми зонами и районами, территории, занимаемые несколькими фронтами (военными округами мирного времени), объединениями (армиями), как правило, далее, за государственной границей включающее в себя однородные и близкие по уровню развития в политическом, экономическом, социальном и технологическом отношении государства (эвентуальные противники) и имеющее предназначение для использования его при ведении военных действий (операции, сражений) стратегического масштаба.
Например, Советский Союз условно обозначил четыре стратегических направления: северное; восточное; южное; западное. Каждое из стратегических направлении имело своё Главное командование войск направлений. Войска ВС СССР размещённые на этих направлениях оперативно подчинялись Главным командованиям соответствующих стратегических направлений.